# サトウレイ
サトウ レイ（1979年7月13日 - ）は、日本の作曲、編曲、ミックスエンジニア、ベーシスト、シンガーソングライター、サウンドプロデューサー。東京都出身。血液型はO型。株式会社KSP所属 映像製作会社StudioGOONEYS・サウンドプロデューサー。洗足音楽大学付属クロスアーツ(ボーカル、ベース講師)

## 来歴・人物
東京都・世田谷区出身。父・佐藤準、母・丸山圭子という音楽一家に生まれる。幼少からピアノを始めるが、周囲の比較に耐え切れず一度断念し、小学生から始めた野球を専念するようになる。
中学1年生の時にジュニア日本代表として中国世界大会に出場。野村克也に指導を受けた経験もある。その後、甲子園出場経験のある高校へ進学するが大怪我をし、野球の道を断念。
学生生活終了後、ベーシスト・岡沢茂のアシスタントを務める。同時にバンド活動も本格的に始め、音楽生活をスタートする。
プロベーシスト集団「地下室の会」会員番号213番。

## 活動歴
自身のバンド「TheLOOP」にて作詞、作曲、編曲、ベース、コーラスを担当（2002年に解散）。
1999年8月15日に行われた浜田省吾・ON THE RORDツアーin昭和記念公園公演（動員3万人）の前座アーティスト大森洋平のバックバンドでベーシストデビュー。その後、槇原敬之、CHEMISTRY、ニコラス・エドワーズ、丸山圭子、水越けいこ、angela、まきちゃんぐ、三上ちさこ(ex:fra-foa)、伊達考時、大森洋平、梅星、バイオリニスト・伊藤佳奈子などのライヴ＆レコーディング、TV等のベースサポート・コーラスサポートを務める。
現在 洗足音楽大学付属クロスアーツ、東京自由学院、高井戸スクールにて、ボーカルやベース、DTMなどの講師を務める。
株式会社KSP所属、映像製作会社StudioGOONEYS・サウンドプロデューサー。

## ディスコグラフィー

### 2009年
- ビクターエンターテイメント・ルーキースターレーベルにて、ソロデビュー。ミニアルバム『7-SEVEN-』を発表。全曲の作詞作曲編曲、演奏、DAWプログラムを担当。ギターサポート・杉山隆哉、ミックスエンジニア・北城〝HAKASE〟浩志。

### 2015年
- 丸山圭子フルアルバム『傍らの愛』サウンドプロデュース。編曲、楽器演奏、ミックスエンジニアリング、プリマスタリングまで担当。
- 笹原和也監督作品『風雲維新ダイショーグンReboot』 主題歌、ティーザーMovieインスト曲を作曲・編曲・プロデュース。StudioGOONEYS_Creative Conference映像曲、プロデュース。

### 2016年
- 7月9日、徳間ジャパンよりボーカルユニット「The Ray Project」としてデビュー。メンバー、サウンドプロデュース担当。
- Aシングル「僕らのメリーゴーランド」作詞作曲編曲。千葉テレビ『高校野球全力応援TV ガチファン』のエンディングテーマ曲。ギターサポートに、矢沢永吉率いるバンド「Z」のギタリスト、椿本匡賜が担当。
- Bシングル「ハレルヤ」編曲。千葉テレビ『高校野球ダイジェスト』オープニング曲。全ての楽器演奏、ミックスエンジニアリング、マスタリングまで一人でこなす。

### 2017年
- 音楽情報誌『月刊ミュージックスター』「サトウレイのプロ技」執筆（2016年10月号〜2017年8月号まで）。
- 日本住宅株式会社・コンパスホームTVCM「猫踏んじゃったVer」「糸巻きVer」を編曲。
- 平沼豊監督作品『生前葬』音楽監督。
- INFINITE- Areizのシングル「STILL」がタワレコ全国売り上げ10位、ビルボードランキング22位に入る。全曲の編曲を担当。

### 2018年
- 丸山圭子アルバム「レトロモダン〜誘い〜」 ベース・編曲・ミックス・Co Produce。ギターは長渕剛のサウンドプロデュースも務める笛吹利明が担当。
- メイリイ シングル「MEILISM」作曲・編曲・録音・ミックス・マスタリング担当。

### 2019年
- NHK健康チャンネルで活動する精神科医であり、シンガーソングライター・小山文彦のアルバム「Young At Heart!」全曲の編曲・ミックス・マスタリングを務める。

## テレビ
- フジテレビ「Hey！Hey！Hey！」
- テレビ朝日「ミュージックステーション」
- TBS「カウントダウンTV」
- TV千葉「甲子園ダイジェスト」「グッ！と金曜日」出演。

## ラジオ
- FM横浜「ジュエルズ」
- BayFM「明日の音楽」
- 東京FM「ミュージックバード」
- FM世田谷「あの頃青春グラフィー」

## ベース参加レコーディング
- angela アルバム「I/O」
- 三上ちさこ(ex:fra-foa) ミニアルバム「tribute to…」
- ニコラス エドワーズ 「HARDSPICE」
- 丸山圭子  「傍らの愛」「レトロモダン」
- 日産ノートCM「あなたにもエマブレ」編
- 日産 初売りCM
- KIRIN ファイアCM
- 田中貴金属 CM

## プロモーションビデオ
- 伊達晃二「世界よ変われ」
- サトウレイ「僕らのMerry-Go-Round」